# Rojas (Burgos)
Rojas is een gemeente in de Spaanse provincie Burgos in de regio Castilië en León met een oppervlakte van 24,93 km². Rojas telt 70 inwoners (1 januari 2016).

## Demografische ontwikkeling
Bron: INE, 1857-2011: volkstellingen
Opm.: In 1857 werd de gemeenten Piérnigas en Quintanilla Cabe Rojas aangehecht; in 1897 werd het dorp Quintana Urria, dat deel uitmaakte van de gemeente Carcedo de Bureba, aangehecht; in 1930 werd Piérnigas opnieuw een zelfstandige gemeente
Abajas · Adrada de Haza · Aguas Cándidas · Aguilar de Bureba · Albillos · Alcocero de Mola · Alfoz de Bricia · Alfoz de Quintanadueñas · Alfoz de Santa Gadea · Altable · Ameyugo · Anguix · Aranda de Duero · Arandilla · Arauzo de Miel · Arauzo de Salce · Arauzo de Torre · Arcos · Arenillas de Riopisuerga · Arija · Arlanzón · Arraya de Oca · Atapuerca · Avellanosa de Muñó · Bahabón de Esgueva · Barbadillo de Herreros · Barbadillo del Mercado · Barbadillo del Pez · Barrio de Muñó · Barrios de Colina · Basconcillos del Tozo · Bascuñana · Baños de Valdearados · Bañuelos de Bureba · Belbimbre · Belorado · Berberana · Berlangas de Roa · Berzosa de Bureba · Bozoó · Brazacorta · Briviesca · Bugedo · Buniel · Burgos · Busto de Bureba · Cabañes de Esgueva · Cabezón de la Sierra · Caleruega · Campillo de Aranda · Campolara · Canicosa de la Sierra · Cantabrana · Carazo · Carcedo de Bureba · Carcedo de Burgos · Cardeñadijo · Cardeñajimeno · Cardeñuela Riopico · Carrias · Cascajares de Bureba · Cascajares de la Sierra · Castellanos de Castro · Castil de Peones · Castildelgado · Castrillo Mota de Judíos · Castrillo de Riopisuerga · Castrillo de la Reina · Castrillo de la Vega · Castrillo del Val · Castrojeriz · Cavia · Cayuela · Cebrecos · Celada del Camino · Cerezo de Río Tirón · Cerratón de Juarros · Ciadoncha · Cillaperlata · Cilleruelo de Abajo · Cilleruelo de Arriba · Ciruelos de Cervera · Cogollos · Condado de Treviño · Contreras · Coruña del Conde · Covarrubias · Cubillo del Campo · Cubo de Bureba · Cuevas de San Clemente · Encío · Espinosa de Cervera · Espinosa de los Monteros · Espinosa del Camino · Estépar · Fontioso · Frandovínez · Fresneda de la Sierra Tirón · Fresneña · Fresnillo de las Dueñas · Fresno de Rodilla · Fresno de Río Tirón · Frías · Fuentebureba · Fuentecén · Fuentelcésped · Fuentelisendo · Fuentemolinos · Fuentenebro · Fuentespina · Galbarros · Grijalba · Grisaleña · Gumiel de Izán · Gumiel de Mercado · Hacinas · Haza · Hontanas · Hontangas · Hontoria de Valdearados · Hontoria de la Cantera · Hontoria del Pinar · Hornillos del Camino · Hortigüela · Hoyales de Roa · Huerta de Arriba · Huerta de Rey · Humada · Hurones · Huérmeces · Ibeas de Juarros · Ibrillos · Iglesiarrubia · Iglesias · Isar · Itero del Castillo · Jaramillo Quemado · Jaramillo de la Fuente · Junta de Traslaloma · Junta de Villalba de Losa · Jurisdicción de Lara · Jurisdicción de San Zadornil · La Cueva de Roa · La Gallega · La Horra · La Puebla de Arganzón · La Revilla y Ahedo · La Sequera de Haza · La Vid de Bureba · La Vid y Barrios · Las Hormazas · Las Quintanillas · Lerma · Llano de Bureba · Los Altos · Los Ausines · Los Balbases · Los Barrios de Bureba · Madrigal del Monte · Madrigalejo del Monte · Mahamud · Mambrilla de Castrejón · Mambrillas de Lara · Mamolar · Manciles · Mazuela · Mecerreyes · Medina de Pomar · Melgar de Fernamental · Merindad de Cuesta-Urria · Merindad de Montija · Merindad de Río Ubierna · Merindad de Sotoscueva · Merindad de Valdeporres · Merindad de Valdivielso · Milagros · Miranda de Ebro · Miraveche · Modúbar de la Emparedada · Monasterio de Rodilla · Monasterio de la Sierra · Moncalvillo · Monterrubio de la Demanda · Montorio · Moradillo de Roa · Nava de Roa · Navas de Bureba · Nebreda · Neila · Olmedillo de Roa · Olmillos de Muñó · Oquillas · Orbaneja Riopico · Oña · Padilla de Abajo · Padilla de Arriba · Padrones de Bureba · Palacios de Riopisuerga · Palacios de la Sierra · Palazuelos de Muñó · Palazuelos de la Sierra · Pampliega · Pancorbo · Pardilla · Partido de la Sierra en Tobalina · Pedrosa de Duero · Pedrosa de Río Úrbel · Pedrosa del Príncipe · Pedrosa del Páramo · Peral de Arlanza · Peñaranda de Duero · Pineda Trasmonte · Pineda de la Sierra · Pinilla Trasmonte · Pinilla de los Barruecos · Pinilla de los Moros · Piérnigas · Poza de la Sal · Pradoluengo · Presencio · Prádanos de Bureba · Puentedura · Quemada · Quintana del Pidio · Quintanabureba · Quintanaortuño · Quintanapalla · Quintanar de la Sierra · Quintanavides · Quintanaélez · Quintanilla San García · Quintanilla Vivar · Quintanilla de la Mata · Quintanilla del Agua y Tordueles · Quintanilla del Coco · Rabanera del Pinar · Rabé de las Calzadas · Rebolledo de la Torre · Redecilla del Camino · Redecilla del Campo · Regumiel de la Sierra · Reinoso · Retuerta · Revilla Vallejera · Revilla del Campo · Revillarruz · Rezmondo · Riocavado de la Sierra · Roa · Rojas · Royuela de Río Franco · Rubena · Rublacedo de Abajo · Rucandio · Rábanos · Salas de Bureba · Salas de los Infantes · Saldaña de Burgos · Salinillas de Bureba · San Adrián de Juarros · San Juan del Monte · San Mamés de Burgos · San Martín de Rubiales · San Millán de Lara · San Vicente del Valle · Santa Cecilia · Santa Cruz de la Salceda · Santa Cruz del Valle Urbión · Santa Gadea del Cid · Santa Inés · Santa María Rivarredonda · Santa María del Campo · Santa María del Invierno · Santa María del Mercadillo · Santa Olalla de Bureba · Santibáñez de Esgueva · Santibáñez del Val · Santo Domingo de Silos · Sargentes de la Lora · Sarracín · Sasamón · Solarana · Sordillos · Sotillo de la Ribera · Sotragero · Sotresgudo · Susinos del Páramo · Tamarón · Tardajos · Tejada · Terradillos de Esgueva · Tinieblas de la Sierra · Tobar · Tordómar · Torrecilla del Monte · Torregalindo · Torrelara · Torrepadre · Torresandino · Tosantos · Trespaderne · Tubilla del Agua · Tubilla del Lago · Tórtoles de Esgueva · Úrbel del Castillo · Vadocondes · Valdeande · Valdezate · Valdorros · Vallarta de Bureba · Valle de Losa · Valle de Manzanedo · Valle de Mena · Valle de Oca · Valle de Santibáñez · Valle de Sedano · Valle de Tobalina · Valle de Valdebezana · Valle de Valdelaguna · Valle de Valdelucio · Valle de Zamanzas · Valle de las Navas · Vallejera · Valles de Palenzuela · Valluércanes · Valmala · Vileña · Villadiego · Villaescusa de Roa · Villaescusa la Sombría · Villaespasa · Villafranca Montes de Oca · Villafruela · Villagalijo · Villagonzalo Pedernales · Villahoz · Villalba de Duero · Villalbilla de Burgos · Villalbilla de Gumiel · Villaldemiro · Villalmanzo · Villamayor de Treviño · Villamayor de los Montes · Villambistia · Villamedianilla · Villamiel de la Sierra · Villangómez · Villanueva de Argaño · Villanueva de Carazo · Villanueva de Gumiel · Villanueva de Teba · Villaquirán de la Puebla · Villaquirán de los Infantes · Villarcayo de Merindad de Castilla la Vieja · Villariezo · Villasandino · Villasur de Herreros · Villatuelda · Villaverde del Monte · Villaverde-Mogina · Villayerno Morquillas · Villazopeque · Villegas · Villoruebo · Viloria de Rioja · Vilviestre del Pinar · Vizcaínos · Zael · Zarzosa de Río Pisuerga · Zazuar · Zuñeda